# Loon Lake, British Columbia
Loon Lake är en sjö i Kanada.   Den ligger i provinsen British Columbia, i den södra delen av landet, 3 400 km väster om huvudstaden Ottawa. Loon Lake ligger 825 meter över havet. Arean är 6,5 kvadratkilometer. Den sträcker sig 7,5 kilometer i nord-sydlig riktning, och 11,0 kilometer i öst-västlig riktning.
I omgivningarna runt Loon Lake växer i huvudsak barrskog. Trakten runt Loon Lake är nära nog obefolkad, med mindre än två invånare per kvadratkilometer.